# Mário Chicó
Mário Tavares Chicó (Beja, 18 de maio de 1905 — Lisboa, 11 de agosto de 1966) foi um historiador de arte e professor universitário português.

## Família
De origem Indo-Portuguesa paterna e materna, a sua mãe era Goesa católica.

## Biografia
Em 1929 participou activamente no movimento associativo estudantil, sendo 2.º Secretário da Assembleia Geral da Associação de Estudantes da Faculdade de Letras da Universidade de Lisboa, integrando uma lista que se voltaria a fazer eleger no ano lectivo seguinte e da qual faziam parte: Santos Paiva (Presidente da Assembleia Geral), António Almodôvar (Vice-presidente da Assembleia Geral), Manuela da Palma Carlos (1.ª Secretária da Assembleia José Passos de Carvalho (Presidente da Direcção), Garcia Domingues (Presidente do Conselho Fiscal), Cunha Leão e José Boléo (vogais do Conselho Fiscal). Esta eleição foi rodeada de controvérsia, facto que levou à criação de uma outra Associação Académica, funcionando ambas em paralelo até à gradual desmobilização dos estudantes e ilegalização da Associação.
Tem uma Rua com o seu nome em Évora e outra em Telheiras, no Lumiar, Lisboa.

## Obras
- Arquitectura da Idade Média em Portugal
- Mosteiro da Batalha (dois estudos)
- A Catedral de Évora na Idade Média (1946)
- A Arquitectura Gótica em Portugal (1954)
- A escultura decorativa e a talha dourada nas igrejas da Índia Portuguesa (1954]
- A "Cidade Ideal" e as Cidades Portuguesas da Índia (1956)
- Alguma Observações acerca da Arquitectura da Companhia de Jesus no Distrito de Goa (1956)

## Casamento e descendência
Casou com Maria Alice Lami, filha de Álvaro Palma Lami (7 de Setembro de 1881 - ?) e de sua mulher Carlota Peixoto de Almeida (7 de Março de 1888 - ?), com geração.